# Sarrat
Sarrat is een gemeente in de Filipijnse provincie Ilocos Norte op het eiland Luzon. Bij de laatste census in 2010 telde de gemeente bijna 25 duizend inwoners.
Sarrat is de geboorteplaats van de voormalige Filipijnse president Ferdinand Marcos

## Geografie

### Bestuurlijke indeling
Sarrat is onderverdeeld in de volgende 24 barangays:
| - San Agustin - San Andres - San Antonio - San Bernabe - San Cristobal - San Felipe - San Francisco - San Isidro - San Joaquin - San Jose - San Juan - San Leandro | - San Lorenzo - San Manuel - San Marcos - San Nicolas - San Pedro - San Roque - San Vicente - Santa Barbara - Santa Magdalena - Santa Rosa - Santo Santiago - Santo Tomas |

## Demografie
Sarrat had bij de census van 2010 een inwoneraantal van 24.770 mensen. Dit waren 960 mensen (4,0%) meer dan bij de vorige census van 2007. Ten opzichte van de census van 2000 was het aantal inwoners gegroeid met 1.884 mensen (8,2%). De gemiddelde jaarlijkse groei in die periode kwam daarmee uit op 0,79%, hetgeen lager was dan het landelijk jaarlijks gemiddelde over deze periode (1,90%).

De bevolkingsdichtheid van Sarrat was ten tijde van de laatste census, met 24.770 inwoners op 57,39 km², 431,6 mensen per km².

## Geboren in Sarrat
- Cornelio Balmaceda (15 september 1896), minister van Handel en Industrie (overleden 1982);
- Ferdinand Marcos (11 september 1917), president van de Filipijnen (overleden 1989);
- Fabian Ver (20 januari 1920), militair commandant en generaal (overleden 1998).